# 锐齿桂樱
锐齿桂樱（学名：Laurocerasus phaeosticta f. ciliospinosa）为蔷薇科桂樱属腺叶桂樱下的一个变型。分布于中国、印度、缅甸北部、孟加拉、泰国北部和越南北部。

## 扩展阅读
- 維基物種上的相關：锐齿桂樱